# Intuition Peak
Der Intuition Peak (englisch; bulgarisch връх Интуиция wrach Intuizija) ist ein 780 m hoher und spitzer Berg auf der Livingston-Insel im Archipel der Südlichen Shetlandinseln. Im Levski Ridge der Tangra Mountains ragt er 1,4 km nordnordwestlich des Helmet Peak und 5,4 km südöstlich des Atanasoff-Nunataks auf.
Bulgarische Wissenschaftler nahmen zwischen 2004 und 2005 Vermessungen vor. Die bulgarische Kommission für Antarktische Geographische Namen benannte ihn 2005 nach der Intuition als die treibende Kraft in der Wissenschaft.